# Clara Petrella
Clara Petrella (Greco Milanese, 28 marzo 1914 – Milano, 19 novembre 1987) è stata un soprano italiano.

## Biografia
Discendente di Errico Petrella e nipote del soprano Oliva Petrella, dopo gli studi compiuti a Milano con la sorella Micaela e Giulia Tess debuttò nel 1939 ad Alessandria come Liù in Turandot.
Dopo varie tournée nei teatri di provincia, nel 1947 fu scritturata al Teatro alla Scala, dove apparve fino al 71, interpretando fra l'altro il ruolo di protagonista alle prime rappresentazioni scaligere di Cagliostro e La figlia di Jorio di Ildebrando Pizzetti. Cantò in Manon Lescaut nel 1953 in occasione del 25º anniversario del Teatro dell'Opera di Roma, dove l'anno successivo interpretò il ruolo di Maliella alla prima rappresentazione Italiana de I gioielli della Madonna di Ermanno Wolf-Ferrari. Apparve in due produzioni televisive negli anni cinquanta: Manon Lescaut e Il tabarro.
Si distinse in particolare nel repertorio verista (Pagliacci, Zazà, Il tabarro, Iris, Adriana Lecouvreur) e pucciniano (Madama Butterfly, Manon Lescaut). Fu inoltre importante interprete dell'opera moderna: oltre ai titoli già citati, Il console e Maria Golovin di Giancarlo Menotti, L'Uragano di Lodovico Rocca, L'amore dei tre re di Italo Montemezzi, Debora e Jaele di Ildebrando Pizzetti. "Creò" il personaggio di Roxana nella prima italiana di Re Ruggero di Karol Szymanowski al Teatro Massimo di Palermo.
Per le notevoli doti di cantante-attrice venne soprannominata "la Eleonora Duse del belcanto". È sepolta al Cimitero Maggiore di Milano.

## Repertorio
| Ruolo              | Titolo                     | Autore       |
| Katiusha           | Risurrezione               | Alfano       |
| La figlia          | Gli incatenati             | Bianchi      |
| Micaëla            | Carmen                     | Bizet        |
| Didone             | La Didone                  | Cavalli      |
| Vivetta            | L'Arlesiana                | Cilea        |
| Adriana Lecouvreur | Adriana Lecouvreur         | Cilea        |
| Margherita         | Faust                      | Gounod       |
| Nedda              | Pagliacci                  | Leoncavallo  |
| Zazà               | Zazà                       | Leoncavallo  |
| Suzel Beppe        | L'amico Fritz              | Mascagni     |
| Iris               | Iris                       | Mascagni     |
| Manon              | Manon                      | Massenet     |
| Carlotta           | Werther                    | Massenet     |
| Popelka            | Commedia sul ponte         | Martinů      |
| Magda              | Il console                 | Menotti      |
| Maria Golovin      | Maria Golovin              | Menotti      |
| Euridice           | Le malheurs d'Orphée       | Milhaud      |
| Fiora              | L'amore dei tre re         | Montemezzi   |
| Poppea             | L'incoronazione di Poppea  | Monteverdi   |
| Venere             | Dafni                      | Mulè         |
| Marù               | La monacella della fontana | Mulè         |
| Susanna            | Chovanščina                | Musorgskij   |
| Jaele              | Debora e Jaele             | Pizzetti     |
| Serafina           | Cagliostro                 | Pizzetti     |
| Mila               | La figlia di Jorio         | Pizzetti     |
| Clitennestra       | Clitennestra               | Pizzetti     |
| Manon Lescaut      | Manon Lescaut              | Puccini      |
| Mimì               | La bohème                  | Puccini      |
| Cio-Cio-San        | Madama Butterfly           | Puccini      |
| Giorgetta          | Il tabarro                 | Puccini      |
| Liù                | Turandot                   | Puccini      |
| Santa Cecilia      | Cecilia                    | Refice       |
| Caterina           | L'uragano                  | Rocca        |
| Anna               | Vortice                    | Rossellini   |
| Beatrice           | Uno sguardo dal ponte      | Rossellini   |
| Oceàna             | Oceàna                     | Smareglia    |
| Rossana            | Re Ruggero                 | Szymanowski  |
| Desdemona          | Otello                     | Verdi        |
| Nannetta           | Falstaff                   | Verdi        |
| Elsa di Brabante   | Lohengrin                  | Wagner       |
| Maliella           | I gioielli della Madonna   | Wolf-Ferrari |

## Discografia

### Incisioni in studio
- Il tabarro, con Antenore Reali, Glauco Scarlini, dir. Giuseppe Baroni - Cetra 1949
- L'amore dei tre re, con Sesto Bruscantini, Amedeo Berdini, Renato Capecchi, dir. Arturo Basile - Cetra 1950
- Pagliacci, con Mario Del Monaco, Afro Poli, Aldo Protti, Piero De Palma, dir. Alberto Erede - Decca 1953
- Manon Lescaut, con Vasco Campagnano, Saturno Meletti, dir. Federico Del Cupolo - Cetra 1953
- Madama Butterfly, con Ferruccio Tagliavini, Giuseppe Taddei, Mafalda Masini, dir. Angelo Questa - Cetra 1953

### Registrazioni dal vivo
- Adriana Lecouvreur, con Mario Del Monaco, Oralia Domínguez, Giuseppe Taddei, dir. Oliviero De Fabritiis - Città del Messico 1951
- Otello, con Mario Del Monaco, Giuseppe Taddei, dir. Oliviero De Fabritiis - Città del Messico 1951
- Manon Lescaut, con Mario Del Monaco, Carlo Morelli, dir. Giuseppe Antonicelli - Città del Messico 1951
- Debora e Jaele, con Cloe Elmo Maria Amadini, Gino Penno, Saturno Meletti, dir. Gianandrea Gavazzeni - RAi-Milano 1952
- Il tabarro, con Ettore Bastianini, Mirto Picchi, dir. Gabriele Santini - Firenze 1955
- Iris, con Giuseppe Di Stefano, Boris Christoff, dir. Gianandrea Gavazzeni - Roma 1956
- Pagliacci, con Giuseppe Di Stefano, Aldo Protti, Enzo Sordello, dir. Nino Sanzogno - La Scala 1956
- Manon Lescaut, con Giuseppe Di Stefano, Mario Borriello, dir. Vincenzo Bellezza - Napoli 1957
- Debora e Jaele, con Fedora Barbieri, Adriana Lazzarini, Bruno Prevedi, Lino Puglisi, Wladimiro Ganzarolli, Nicola Zaccaria, dir. Antonino Votto, La Scala 1963
- Clitennestra, con Mario Petri, Luisa Malagrida, Raffaele Ariè, Floriana Cavalli, Ruggero Bondino, dir. Gianandrea Gavazzeni,  La Scala 1965
- Pagliacci, con Gastone Limarilli, Piero Cappuccilli, Marco Stecchi, dir. Ugo Rapalo - Napoli 1966

## Video
- Manon Lescaut, con Giacinto Prandelli, Enzo Sordello, dir. Angelo Questa - RAI 1956
- Il tabarro, con Carlo Tagliabue, Mirto Picchi, dir. Oliviero De Fabritiis - RAI-Milano 1956, trasmesso sul Programma nazionale il 23 gennaio 1957.